# Afro Basaldella
Afro Basaldella (Údine, 4 de marzo de 1912-Zúrich, 24 de julio de 1976) fue un pintor italiano. Se le conoció en general con su nombre de pila, Afro.